# Teratodon
Teratodon — вимерлий рід гієнодонтових ссавців родини Teratodontidae. Скам'янілості (5 колекцій) знайдено в Єгипті, Кенії, Уганді. Описано 2 види: Teratodon enigmae, Teratodon spekei.